# 佩頓 (密西西比州克萊本縣)
佩頓（英語：Peyton）是位於美國密西西比州克萊本縣的非建制地區。

## 歷史
佩頓的郵局於1900年設立，其後於1935年停運。

## 地理
佩頓所處的海拔為高於海平面81米（即266英呎），而該地所採用的時區為UTC-6，即北美中部時區（CST）。同時該地設有夏令時間，為UTC-6調快一小時，即UTC-5（CDT）。